# Liste der Gouverneure von Piauí

Wappen von Piauí

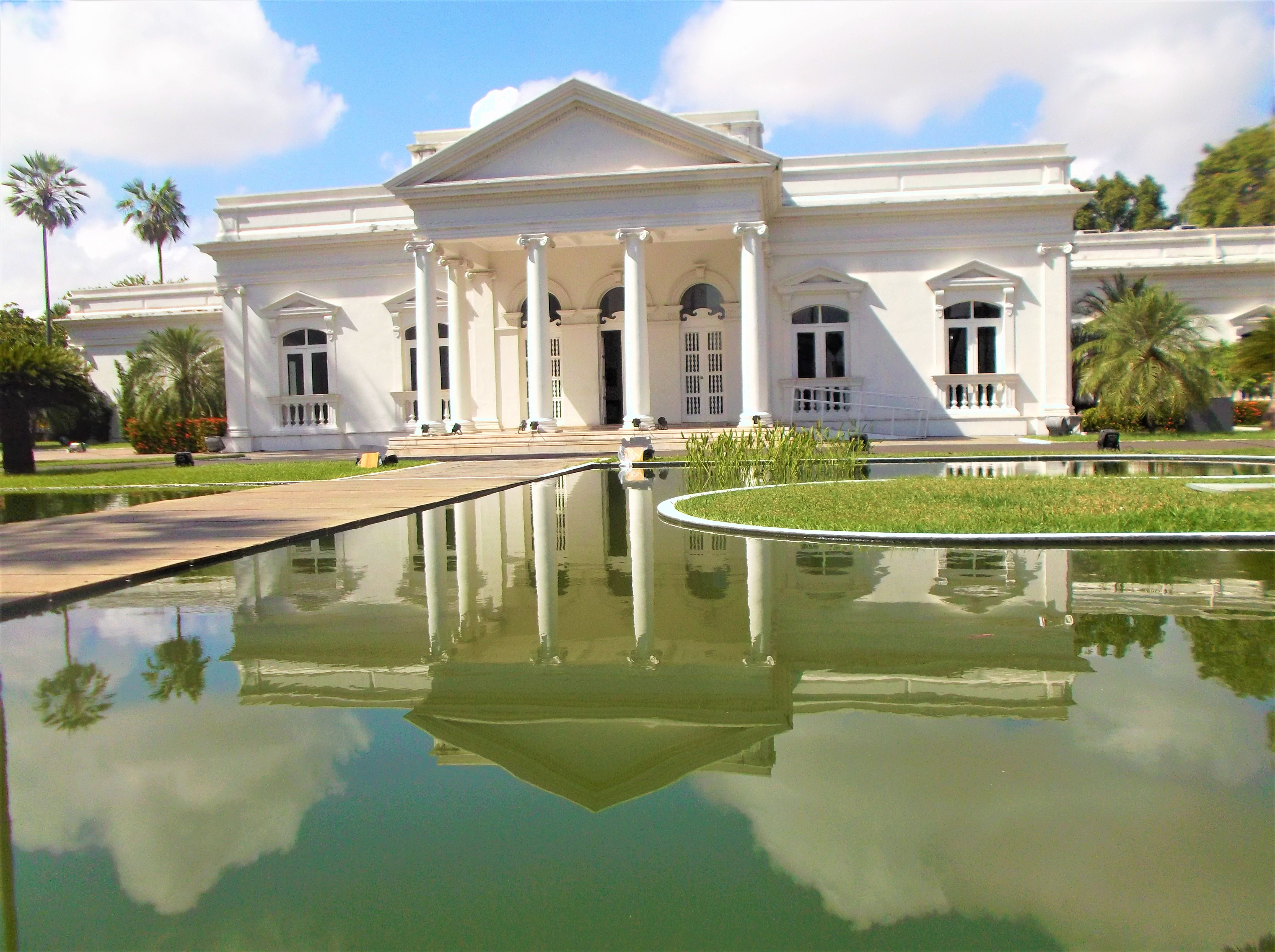
Palácio Karnak, Amtssitz des Gouverneurs in Teresina

Die Liste der Gouverneure von Piauí gibt einen Überblick über die Gouverneure des brasilianischen Bundesstaats Piauí.
Amtssitz des Zivilgouverneurs ist der Palácio Karnak in Teresina.

## Neue Republik (Sechste Republik, seit 1985)
| Nr.    | Name                                                     | Bild         | Partei | Beginn der Amtszeit | Ende der Amtszeit |
| ------ | -------------------------------------------------------- | ------------ | ------ | ------------------- | ----------------- |
| 41     | Hugo Napoleão do Rego Neto                               |              | PDS    | 15. März 1983       | 14. Mai 1986      |
| 42     | Bona Medeiros                                            |              | PFL    | 14. Mai 1986        | 15. März 1987     |
| 43     | Alberto Tavares Silva                                    |              | PMDB   | 15. März 1987       | 15. März 1991     |
| 44     | Antônio de Almendra Freitas Neto                         |              | PFL    | 15. März 1991       | 2. Apr. 1994      |
| 45     | Guilherme Melo                                           |              | PPR    | 2. Apr. 1994        | 1. Jan. 1995      |
| 46     | Mão Santa eigentlich: Francisco de Assis de Moraes Souza |              | PMDB   | 1. Jan. 1995        | 1. Jan. 1999      |
| 46     | Mão Santa eigentlich: Francisco de Assis de Moraes Souza | 1. Jan. 1999 | PMDB   | 6. Nov. 2001        |                   |
| – [47] | Kléber Eulálio interim                                   |              | PMDB   | 6. Nov. 2001        | 19. Nov. 2001     |
| 48     | Hugo Napoleão do Rego Neto                               |              | PFL    | 19. Nov. 2001       | 1. Jan. 2003      |
| 49     | Wellington Dias                                          |              | PT     | 1. Jan. 2003        | 1. Jan. 2007      |
| 49     | Wellington Dias                                          | 1. Jan. 2007 | PT     | 1. Apr. 2010        |                   |
| 50     | Wilson Martins                                           |              | PSB    | 1. Apr. 2010        | 1. Jan. 2011      |
| –      | Wilson Martins                                           |              | PSB    | 1. Jan. 2011        | 4. Apr. 2014      |
| 51     | Antônio José de Moraes Souza Filho                       |              | PMDB   | 4. Apr. 2014        | 1. Jan. 2015      |
| 52     | Wellington Dias                                          |              | PT     | 1. Jan. 2015        | 1. Jan. 2019      |
| 52     | Wellington Dias                                          | 1. Jan. 2019 | PT     | amtierend           |                   |